# Fen (együttes)
A Fen 2006-ban alakult brit black metal együttes.

## Története
Londonban alakultak meg. Nevüket Anglia "The Fens" nevű területéről kapták, ahol a tagok felnőttek. Első kiadványuk egy 2007-es EP volt, majd rá két évre, 2009-ben az első nagylemezük is megjelent. A zenekar jelenleg trióként működik. Szövegeik témái: természet, szomorúság, és a magány.
Zenéjükben az ambient és a posztrock stílusok elemei is felfedezhetőek.

## Tagok
- Grungyn - basszusgitár, ének (2006-)
- The Watcher - gitár, ének (2006-)
- Havenless - dob (2006-)

## Korábbi tagok
- Theutus - dob (2006-2011)
- Draugluin - billentyűk (2006-2010)
- Ædelwalh - billentyűk (2010-2011)
- Derwydd - dob (2011-2016)

## Diszkográfia
- Ancient Sorrow (EP, 2007)
- Onset of Winter (demó, 2008)
- The Malediction Fields (album, 2009)
- Epoch (album, 2011)
- Towards the Shores of the End (split lemez, 2011)
- Dustwalker (album, 2013)
- Carrion Skies (album, 2014)
- Call of Ashes II / Stone and Sea (split lemez, 2016)
- Winter (album, 2017)
- Stone & Sea (EP, 2019)